# متلیچ
متلیچ (به صربی: Metlić) یک منطقهٔ مسکونی در صربستان است که در شاباتس واقع شده‌است. متلیچ ۱٬۱۹۰ نفر جمعیت دارد.